# Польша на летних Олимпийских играх 1988
Польша принимала участие в Летних Олимпийских играх 1988 года в Сеуле (Республика Корея) и завоевала 16 медалей, из которых 2 золотые, 5 серебряных и 9 бронзовых. Сборную страны представляли 143 спортсмена (111 мужчин, 32 женщины).

## Медалисты
| Медаль  | Спортсмен                                                         | Вид спорта                  | Дисциплина                                |
| ------- | ----------------------------------------------------------------- | --------------------------- | ----------------------------------------- |
| Золото  | Вальдемар Легень                                                  | Дзюдо                       | Мужчины, до 78 кг                         |
| Золото  | Анджей Вроньский                                                  | Греко-римская борьба        | Мужчины, до 100 кг                        |
| Серебро | Януш Павловский                                                   | Дзюдо                       | Мужчины, до 65 кг                         |
| Серебро | Януш Олех                                                         | Фехтование                  | Мужчины, сабля, личное первенство         |
| Серебро | Анджей Гломб                                                      | Греко-римская борьба        | Мужчины, до 48 кг                         |
| Серебро | Марек Доперала Марек Лбик                                         | Гребля на байдарках и каноэ | Мужчины, каноэ-двойка, 500 м              |
| Серебро | Йоахим Халюпчок Зенон Яскула Марек Лесневский Анджей Сыпытковский | Велоспорт                   | Мужчины, командная гонка по шоссе, 100 км |
| Бронза  | Ян Дыдак                                                          | Бокс                        | Мужчины, до 67 кг                         |
| Бронза  | Хенрик Петрих                                                     | Бокс                        | Мужчины, до 81 кг                         |
| Бронза  | Анджей Голота                                                     | Бокс                        | Мужчины, до 91 кг                         |
| Бронза  | Януш Заренкевич                                                   | Бокс                        | Мужчины, свыше 91 кг                      |
| Бронза  | Марек Доперала Марек Лбик                                         | Гребля на байдарках и каноэ | Мужчины, каноэ-двойка, 1000 м             |
| Бронза  | Изабеля Дылевская                                                 | Гребля на байдарках и каноэ | Женщины, байдарка-одиночка, 500 м         |
| Бронза  | Артур Войдат                                                      | Плавание                    | Мужчины, 400 м вольным стилем             |
| Бронза  | Славомир Завада                                                   | Тяжёлая атлетика            | Мужчины, до 90 кг                         |
| Бронза  | Юзеф Трач                                                         | Греко-римская борьба        | Мужчины, до 74 кг                         |

## Результаты соревнований

### Академическая гребля
В следующий раунд из каждого заезда проходили несколько лучших экипажей (в зависимости от дисциплины). В финал A выходили 6 сильнейших экипажей, ещё 6 экипажей, выбывших в полуфинале, распределяли места в малом финале B
Мужчины
| Соревнование | Спортсмены        | Предварительный заезд | Предварительный заезд | Предварительный заезд | Отборочный заезд | Отборочный заезд | Отборочный заезд | Полуфинал | Полуфинал | Полуфинал | Финал   | Финал   | Итоговое место |
| Соревнование | Спортсмены        | Заезд                 | Время                 | Место                 | Заезд            | Время            | Место            | Заезд     | Время     | Место     | Время   | Место   | Итоговое место |
| ------------ | ----------------- | --------------------- | --------------------- | --------------------- | ---------------- | ---------------- | ---------------- | --------- | --------- | --------- | ------- | ------- | -------------- |
| одиночки     | Каетан Броневский | 1                     | 7:13,77               | 4                     | 2                | 7:04,39          | 2 Q              | 2         | 7:03,90   | 3 QA      | Финал A | Финал A | 5              |
| одиночки     | Каетан Броневский | 1                     | 7:13,77               | 4                     | 2                | 7:04,39          | 2 Q              | 2         | 7:03,90   | 3 QA      | 7:03,67 | 5       | 5              |